# 蒙特帕拉诺
蒙特帕拉诺（義大利語：Monteparano），是意大利塔兰托省的一个市镇。总面积3平方公里，人口2390人，人口密度796.7人/平方公里（2009年）。ISTAT代码为073018。